# Cyathermia
Cyathermia is een geslacht van weekdieren uit de klasse van de Gastropoda (slakken).

## Soort
- Cyathermia naticoides Warén & Bouchet, 1989